# Södra Kyrkbyn
Södra Kyrkbyn är en småort i Avesta kommun, Dalarnas län belägen i Grytnäs socken strax nordost om Avesta.